# Dading (telenovela)
Dading  é uma telenovela filipina exibida em 2014 pela GMA Network.

## Elenco
- Gabby Eigenmann ... Carding Delgado
- Glaiza de Castro ... Beth Carriedo-Aquino
- Benjamin Alves ... Joemer Barrinuevo
- Chynna Ortaleza ... Cynthia Ramos
- Zarah Mae Deligero ... Precious Carriedo
- Gardo Versoza ... Lexi Garcia
- Toby Alejar ... Bernard Ramirez
- Sharmaine Buencamino ... Ashley Barrinuevo
- Mymy Davao ... Dahlia Gomez-Barrinuevo
- RJ Padilla ... Raul Ynfante
- Charee Pineda ... Aurora Carriedo
- Tony Mabesa ... James Ynfante-Barrinuevo
- Jim Pebangco ... Aldrin Cervantes